# Liege Lord
Liege Lord – amerykański zespół speed metalowy założony w 1982 roku (w latach 1982–1984 jako cover band Judas Priest pod nazwą Deceiver). 

## Dyskografia

### Albumy studyjne
- Freedom’s Rise (1985)
- Burn To My Touch (1987)
- Master Control (1988)

### Minialbumy i demo
- Demo (1985)
- The Prodigy (1985)
- Warrior's Farewell (1987)
- Liege Lord (1987)

## Skład zespołu
- Joe Comeau – śpiew (1987–1990, 2000, od 2012)
- Tony Truglio – gitara (1982–1990, od 2012)
- Danny Wacker – gitara (od 2013)
- Matt Vinci – gitara basowa (1982–1990, od 2012)
- Frank Gilchriest – perkusja (od 2013)

### Byli członkowie zespołu
- Andy Michaud – śpiew (1982–1987)
- Pete McCarthy – gitara (1982–1985)
- Paul Nelson – gitara (1987–1990, 2000)
- Frank Cortese – perkusja (1982–1990)